# Melomys obiensis
Melomys obiensis  (Thomas, 1911) è un roditore della famiglia dei Muridi endemico di alcune delle Isole Molucche settentrionali.

## Descrizione

### Dimensioni
Roditore di piccole dimensioni, con la lunghezza della testa e del corpo tra 123,2 e 128,5 mm, la lunghezza della coda tra 148,2 e 175 mm, la lunghezza del piede tra 26,7 e 29 mm, la lunghezza delle orecchie tra 14 e 17,2 mm e un peso fino a 74 g.

### Aspetto
La pelliccia è densa, soffice e lanosa. Le parti superiori sono color argilla con riflessi fulvi sul capo e sul fondo-schiena e più chiaro e giallastro lungo i fianchi. Le parti ventrali e la parte interna degli arti sono bianche, sebbene in alcuni esemplari è limitata alla parte centrale dell'addome. Il muso è bruno-grigiastro. Le orecchie sono corte, prive di peli e brune opache. Le zampe sono bianche o color carne e sono praticamente prive di peli. La coda è più lunga della testa e del corpo, è scura sopra e più chiara sotto. Sono presenti 14 anelli di scaglie per centimetro, corredata ciascuna da 3 peli.

## Biologia

### Comportamento
È una specie arboricola. Alcuni individui sono stati catturati al suolo, tra le rocce e le felci lungo le sponde di un torrente.

### Alimentazione
Si nutre probabilmente di frutta del genere Piper aduncum.

### Riproduzione
Sono state osservate femmine gravide a gennaio.

## Distribuzione e habitat
Questa specie è diffusa sulle isole di Obi e Bisa, nelle Isole Molucche settentrionali.
Vive probabilmente in foreste secondarie e rigenerate, in giardini e campi agricoli.

## Conservazione
La IUCN Red List, considerato che è apparentemente comune all'interno del suo areale e sembra adattabile ad ogni tipo di habitat, classifica M.obiensis come specie a rischio minimo (Least Concern).